# 有機セレン化合物
有機セレン化合物（ゆうきセレンかごうぶつ）は炭素とセレン (Se) の化学結合を含む化合物である。それらの性質や反応性は有機セレン化学で取り扱われる。セレンは酸素 (O) や硫黄 (S) と同じく第16族元素であり、それらの化学的性質は類似するところもある。
セレンは -2 から +6 までの酸化数をとることができる。周期表の列を下るにつれて結合エネルギーは弱くなり（C−Se結合は234 kJ/mol、C−S結合は272 kJ/mol）、結合は長くなる（C−Se結合は198 pm、C−S結合は181 pm、C−O結合は141 pm）。セレンの化合物は硫黄類縁体よりも求核性が高く、より酸性である。YH2型の化合物のpKaは Y = O の場合16、Y = S の場合7、Y = Se の場合3.8である。スルホキシドと比べ、対応するセレノキシドはβプロトンがあると不安定になり、この性質はセレンを使った有機化学反応、特にセレノキシド酸化やセレノキシド脱離に利用される。
最初に単離された有機セレン化合物は1836年のジエチルセレニドである。

## セレノール
セレノール（RSeH）はアルコールやチオールのセレン類縁体である。毒性があり、通常は不快臭を持つ。フェニルセレノール（セレナフェノール）はチオフェノールよりも酸性度が高く（pKaはそれぞれ5.9および6.5）、酸化されてジセレニドになりやすい。フェニルマグネシウムブロミドと単体セレンを反応させたのち酸性の後処理を行うと得られる。

## ジセレニド
ジセレニド（RSeSeR）はペルオキシドやジスルフィドのセレン類縁体であり、セレノールおよびRSeCl、RSeBrといったセレニルハライドを合成する際の出発物質として用いられる。

## セレニド
セレニド（RSeR）はエーテル、スルフィドのセレン類縁体で、無機セレニドが有機置換基を持ったものである。炭素とセレンの電気陰性度はほぼ等しい（共に2.55）ためセレニドは両性の化合物であり、求核剤・求電子剤のいずれとしても作用する。ハロゲン化アルキル R'−X に対しては求核剤として反応してセレノニウム塩 R'RRSe+X−を与え、有機リチウム R'Li との反応では求電子剤として作用し、セレンの空の4d軌道によって安定化されたカルボアニオンを持つアート錯体 R'RRSe−Li+ が生成する。このアート錯体は分解してセレニドに戻るが、その際配位子の交換が起こったR'SeRも生成する。

## セレノキシド
セレノキシド（RSe(=O)R）はスルホキシドのセレン類縁体である。さらに酸化されるとセレノン RSeO2R となる。これはスルホンのセレン類縁体である。

## セレノキシド酸化
アリル位酸化はアリル性メチレン基を酸化してアリルアルコールまたはケトンとする反応である。二酸化セレンはこの反応にしばしば使われる試薬である。
この種の反応はフリーラジカルを経由することが多いが、二酸化セレンを用いる場合には協奏的なペリ環状反応として進行することもある。最初の段階はアリルプロトンがセレン上に移るエン反応で、[2,3]シグマトロピー転位がこれに続く。
二酸化セレンによる酸化は、触媒量のセレン化合物と犠牲試薬や過酸化水素などの共酸化剤の存在下に行うことができる。他の酸化剤としては亜セレン酸 H2SeO3、クロロクロム酸ピリジニウムが知られる。
ケトンなどはジケトンなどのα-カルボニル化合物に変換される。

## セレノキシド脱離
β-プロトンを持つ基質に対しては酸化ののち脱離反応を起こしてアルケンとセレネン酸を与える。反応に寄与する5つの部位は平面上に位置するためsyn脱離が起こる。酸化剤としては過酸化水素、オゾン、MCPBAなどが使われる。この反応はしばしばケトンをエノンに変換するのに利用される。
グリエコ脱離 (Grieco elimination) はo-ニトロフェニルセレノシアナートとトリブチルホスフィンを用いる、セレノキシド脱離の一種である。

### 脱セレン化
三員環化合物セレニランはオキシランのセレン類縁体であるが、オキシランと異なり速度論的に不安定で、酸化を経ることなく直接セレンが外れてアルケンとなる。この性質も有機合成に応用されている。